# Guy Dutson
Guy Charles Leslie Dutson (* 1969 in Worcester, Worcestershire) ist ein britischer Ökologe, Ornithologe und Tierarzt.

## Leben
Dutson hat einen Bachelor- und Master-Abschluss von der University of Cambridge mit Schwerpunkt Zoologie und einen Bachelor-Abschluss in Tiermedizin von derselben Universität. 
In den 1980er Jahren begann er an ökologischen Amateurprojekten mitzuarbeiten. Nach einer kurzen Karriere als Tierarzt im Vereinigten Königreich, Äthiopien und Südafrika ist er seit 1997 professioneller Ökologe. Im Jahr 1990 leitete er eine Expedition der University of Cambridge zu den Salomonen und Papua-Neuguinea, bei der er die Manuspitta (Pitta superba) auf der Insel Manus wiederentdeckte. 1993 gelang einem BirdLife-Team, unter Mitwirkung von Dutson, die Wiederentdeckung des Everettmonarchs (Symposiachrus everetti), der auf Jampea in den Selayarinseln endemisch ist. Diese Art wurde zuvor im Jahr 1927 nachgewiesen.
Von 1998 bis 2009 arbeitete er für BirdLife International und von 2006 bis 2009 leitete er das Projekt Important Bird Areas für Birdlife Australia, bei dem er alle Gebiete mit hohem Vogelschutzwert in ganz Australien identifizierte und dokumentierte. Von 2002 bis 2004 war er Projektmanager und von 2003 bis 2004 war er Leiter des Pazifikprogramms von BirdLife International. 2005 war er stellvertretender Naturschutzbeauftragter bei English Nature und leitender technischer Berater bei BirdLife International. Von 2002 bis 2013 leitete Dutson Vogelbeobachtungstouren für die Ökotourismusunternehmen BirdQuest und Sicklebill Safaris. 
Seit 2009 leitet er sein eigenes ökologisches Beratungsunternehmen, das sich auf Feldstudien, die Überwachung von Reaktionen auf Managementmaßnahmen, die Entwicklung von Managementplänen für die biologische Vielfalt und der Entwicklung von Regierungs- und Unternehmensstrategien spezialisiert hat.
1993 berichtete Dutson von der Wiederentdeckung des Vierfarben-Mistelfressers (Dicaeum quadricolor), die dem Ornithologen Rob Timmons im Jahr 1992 auf Cebu gelang, nachdem die Art seit 1906 für ausgestorben gehalten wurde.
2007 gehörte er zu einem Team von Wissenschaftlern, das in der Great Dividing Range eine Studie über die Feuerschwanzamadine (Staganopleura bella) durchführte. Sie beobachteten eine Gruppe dieser Vögel in 1145 m Höhe, was die bisher größte dokumentierte Höhenlage ist, in der diese Art auf dem australischen Festland nachgewiesen wurde. Im selben Jahr führte er gemeinsam mit Nigel Cleere, Andrew W. Kratter, David William Steadman, Michel J. Braun, Christopher J. Huddleston und Christopher E. Filardi die neue Gattung Rigidipenna für den Salomonenschwalm ein, den Ernst Hartert 1901 als Podargus inexpectatus erstbeschrieben hatte.
2008 beschrieb Dutson den Vanikorobrillenvogel (Zosterops gibbsi), eine Art, die 1994 von David Gibbs entdeckt wurde, diese jedoch in Ermangelung eines Holotypus nicht selbst beschreiben konnte.
2009 scheiterte Dutson bei dem Versuch, den Norfolkbrillenvogel (Zosterops albogularis) wiederzuentdecken, nachdem die Art 2005 zuletzt beobachtet wurde. 2011 veröffentlichte er in Zusammenarbeit mit Phil Gregory und Walter E. Boles eine Studie, in der die Heinrothkrähe (Corvus insularis), die eine Zeit lang als Unterart der Torreskrähe (Corvus orru) beziehungsweise der Bougainvillekrähe (Corvus meeki) galt, erneut in den Artstatus erhoben wurde.
In Zusammenarbeit mit Stephen T. Garnett und Judit K. Szabo gab er 2011 das Buch The Action Plan for Australian Birds 2010 heraus, das 2012 mit dem Whitley Award der Zoological Society of New South Wales ausgezeichnet wurde. Ebenfalls im Jahr 2011 erschien sein Buch Birds of Melanesia: Bismarcks, Solomons, Vanuatu and New Caledonia. 2006 schrieb er gemeinsam mit Brian Coates, Christopher E. Filardi, Peter Clement, Phil Gregory und Kees Moeliker das Kapitel über die Familie der Monarchen (Monarchidae) im elften Band des Handbook of the Birds of the World. 
Dutson ist Herausgeber des Journals Australasian Field Ornithology.

## Schriften
- mit Julian Branscombe und Keith Martin: Rainforest birds in south-west Ghana, 1990
- Birds of Manus, Kolombangara and Makira (San Cristobal) with notes on mammals and records from other Solomon Islands : report of the Cambridge Solomons Rainforest Project 1990, 1990
- mit Roger Wilkinson und Ben Sheldon: The avifauna of Barito Ulu, central Borneo: with additional notes on the mammals, 1991
- mit Tom D. Evans und Thomas M. Brooks: Cambridge Philippines Rainforest Project 1991: Final report, 1993
- mit Alison J. Stattersfield und David R. Capper: Threatened Birds of the World, Lynx Edicions, 2000
- mit Nicolas Barré: Oiseaux de Nouvelle-Calédonie: liste commentée, 2000
- mit Vilikesa T. Masibalavu: Important bird areas in Fiji: conserving Fiji’s natural heritage, 2006
- mit Stephen T. Garnett und Cheryl Gole: Australia’s important bird areas: Key sites for bird conservation, 2009
- Birds of Melanesia: Bismarcks, Solomons, Vanuatu and New Caledonia, 2011
- mit Stephen T. Garnett und Judit K. Szabo: The Action Plan for Australian Birds 2010, 2011